# Шарлотт Петрік
Шарлотт Петрік (англ. Charlotte Petrick; нар. 31 січня 1997) — колишня канадська тенісистка.
Найвищу одиночну позицію світового рейтингу — 988 місце досягла 4 травня, 2015, парну — 378 місце — 16 лютого, 2015 року.
Здобула 1 парний титул туру ITF.

## Фінали ITF

### Парний розряд: 1 (1 перемога)
| Легенда          |
| ---------------- |
| турніри $100,000 |
| турніри $75,000  |
| турніри $50,000  |
| турніри $25,000  |
| турніри $10,000  |

| Результат | W–L | Дата     | Турнір                      | Рівень | Покриття | Партнерка      | Суперниці                             | Рахунок  |
| --------- | --- | -------- | --------------------------- | ------ | -------- | -------------- | ------------------------------------- | -------- |
| Перемога  | 1–0 | Сер 2014 | Winnipeg Challenger, Канада | 25,000 | Тверде   | Розі Джогансон | Марія Фернанда Алвеш Анаміка Бгаргава | 6–3, 6–3 |